# جامع المصيطبة
جامع المصيطبة هو مسجد تاريخي، يقع في حي المصيطبة القديم في مدينة بيروت عاصمة لبنان، بُنِيَ المسجد عام 1884 م (1302 هـ) في عهد السلطان العثماني عبد الحميد الثاني، وحاكم سوريا أحمد حمدي باشا.

## نبذة عن الجامع

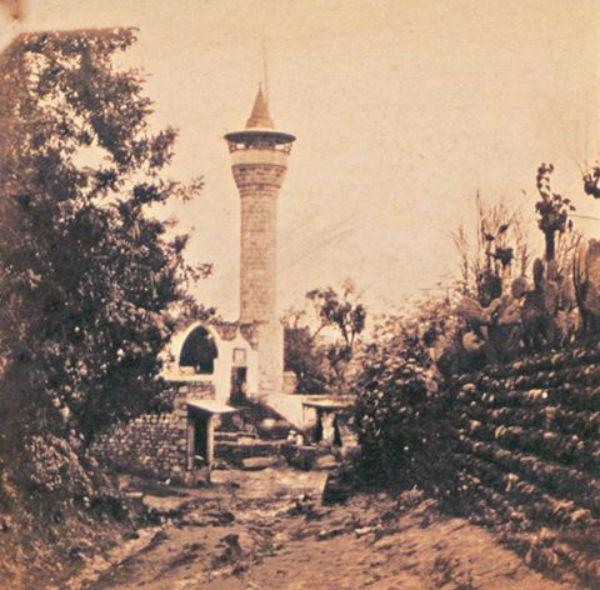
جامع المصيطبة 1885

بُنِيَ المسجد عام 1884 م (1302 هـ) في عهد السلطان العثماني عبد الحميد الثاني، وساهم حاكم سوريا أحمد حمدي باشا جزئيًا في تكلفة البناء، فيقال أنه تبرع براتبه طيلة مدة بنائه، بالإضافة إلى المساهمات التي تم جمعها من أهل بيروت.
أوقف الشيخ عبد الرحمن الحوت المدرسة التي بجانب الجامع حتى تكون مكانًا يضم أبناء المنطقة لتلقينهم العلوم الدينيَّة والمعارف المُختلفة. وأوقف الحاج ريحان بن عبد الله الزنجي في 10 رجب سنة 1325 هـ/1907م قطعة أرض بما فيها من أغراس وأبنية في حي الباشورة ومساحتها 559 ذراعاً وقفاً صحيحاً شرعياً وحبساً مؤبداً مرعياً على عدة جوامع منها: جامع المصيطبة وجامع الأشرفية وجامع القنطاري وجامع قريطم.
وتم بنائه بإشراف وتولية تاجر الزجاج الحاج إبراهيم الطيارة المتوفى حوالي العام 1920م، والذي تبرع أيضًا لبنائه، وأجريت بعض التجديدات والتجديدات في عام 1973 (1393 هـ)، واستمرت حتى فبراير 1975 (صفر 1395 هـ). وكان يتم تدريس العلوم الدينية في الجامع في المكان الذي أوقفه الشيخ عبد الرحمن الحوت للمسجد، كما أوقف الشيخ محمد توفيق خالد مدرسة لجامع المصيطية سُميت على اسمه وكان من أشهر مدرسيها الشيخ أحمد العجوز.
يقع الجامع بالقرب من منزل الرئيس صائب سلام وابنه رئيس الوزراء تمام سلام. ويعتبر من أماكن السياحة الدينية في بيروت.

## وصلات خارجية
- السياحة الدينية تتحسس طريقها في لبنان، ميدل إيست أونلاين.